# Centro de cisalhamento
Em resistência dos materiais, o centro de cisalhamento (também chamado centro de cortante, centro de torção, ou centro de esforços cortantes ou de cisalhamento (CEC)), é um ponto situado no plano da seção transversal de uma peça prismática como uma viga ou um pilar tal que qualquer esforço cortante que passe por ele não produzirá momento torsor na seção transversal da peça, isto é, que todo esforço cortante gera um momento torsor dado pela distância do esforço cortante ao centro de cortante. Se pode denotar por (yC, zC).
Quando existe um eixo de simetria o centro de cisalhamento está situado sobre ele. Em peças com dois eixos de simetria o centro de cisalhamento coincide com o centro de gravidade da seção e nesse caso a flexão e torsão estão desacopladas e uma viga ou pilar pode ter flexão sem torsão e torsão sem flexão. Entretanto, em prismas mecânicos, vigas ou pilares com assimetrias em sua seção transversal é necessário determinar o centro de cisalhamento para determinar corretamente as tensões.